# Чемерис Андрій Іванович
Андрі́й Іва́нович Чемери́с (нар. 22 грудня 1984 Коломия, УРСР — пом. 20 березня 2023, Україна) — молодший сержант Збройних сил України, командир кулеметного відділення 10-ї гірсько-штурмової бригади «Едельвейс». Учасник російсько-української війни, відзначився у ході російського вторгнення в Україну.

## Життєпис
Народився у Коломиї. Навчався в Коломийському ліцеї № 1 імені Василя Стефаника, згодом закінчив місцеве професійно-технічне училище № 10.
Певний час мешкав за кордоном. 2019 року повернувся з Італії до України та пішов воювати в зону проведення ООС. Був двічі поранений. 2020 року одружився.
Під час повномасштабного вторгнення Росії до України був командиром кулеметного відділення 10-ї гірсько-штурмової бригади «Едельвейс».16 березня 2023 року на Донеччині зазнав смертельних поранень у бою з російськими окупантами. Через них помер у лікарні 20 березня 2023 року.

## Нагороди
- Орден «За мужність» II ступеня (9 серпня 2023, посмертно) — за особисту мужність, виявлену у захисті державного суверенітету та територіальної цілісності України, самовіддане виконання військового обов'язку[1].
- орден «За мужність» III ступеня (11 квітня 2022) — за особисту мужність і самовіддані дії, виявлені у захисті державного суверенітету та територіальної цілісності України, вірність військовій присязі[2].